# 델타 셔틀
델타 셔틀(영어: Delta Shuttle)은 델타 항공의 자회사로 주로 델타 항공과 리퍼블릭 항공편으로 운항하고 있으며 주로 서비스와 편의 시설을 제공하고 있다.

## 서비스 및 편의시설
델타 셔틀의 경우 북동부의 비즈니스 센터의 비즈니스 여행객을 위해 주로 워싱턴 D.C., 뉴욕, 보스턴 서비스를 제공하고 있다. 하지만 델타 항공 편을 찾을 수 없기 때문에 이용시 참고해야 한다. 델타 셔틀편에서 찾은 서비스와 시설은 다음과 같다.
- 표준 탑승 수속과 관련된 지연을 줄이기 위해 좌석을 개방한다.
- 무료 스낵 모든 평일 항공편 서비스 (메인 라인편으로 델타 항공의 향상된 스낵 서비스는 평균 3시간으로 항공편이 오랫동안 예약되어 있다.)
- 무료 와인과 프리미엄 맥주
- 기내 와이파이 모든 델타 셔틀편 인터넷 서비스가 가능하다.
- 공항에서 영역을 기다리고 게이트에서 승객이 신문, 잡지, 커피, 주스를 무료로 제공한다.[2]